# Chelonibia caretta
Chelonibia caretta är en kräftdjursart som först beskrevs av Lorenz Spengler 1790.  Chelonibia caretta ingår i släktet Chelonibia och familjen Chelonibiidae. Inga underarter finns listade i Catalogue of Life.